# Арсафес, Роман
Роман Арсафес (род. 2 июля 1989, Москва) - российский мультиинструменталист, певец, саунд-продюсер и композитор.

## Биография

### 1989—2003: детство и юность
Роман Искоростенский родился 2 июля 1989 года в Москве в артистической семье. В 3 года переехал с матерью в Ченнаи, Индию, где прожил и проучился в школе до 9 лет, после чего вернулся в Россию. В 12 лет начал увлекаться рок- и метал- музыкой и уже в 14 лет, в 2003м году, собрал с одноклассниками первую symphonic black metal группу Velial, которая через год была переименована в Kartikeya. Вместе с названием сменился и стиль группы на oriental death metal с оригинальной концепцией, основанной на индийской мифологии и традиционной индийской музыке.

### 2004—2010: начало карьеры
В 2004м году двоюродная сестра Мария Архипова из группы Аркона познакомила Романа с Лесьяром (ex- Butterfly Temple), который тогда собирал состав pagan metal группы Невидь. Роман стал основным композитором нового коллектива и в 2005м году вышел дебютный альбом с его музыкой “Зов Новой Гипербореи”. Также в том же 2005м году основная группа Романа Kartikeya выпустила дебютный EP “Oasis”.
В 2007м выходит дебютный полноформатник Kartikeya “The Battle Begins” на московском лейбле Musica Production. В 2008м выходит альбом проекта музыкантов Невиди и Сварги Крамола “Кровь Свободы”, в котором основным композитором и звукорежиссёром выступил Роман. В 2009м выходит третий альбом Невиди “Янтарное Сердце Арктиды”, на котором Роман становится не только композитором, но и постоянным гитаристом и саунд-продюсером группы. В 2010м году Роман создаёт сольный extreme progressive metal проект Arsafes и выпускает дебютный EP “A New Way of Creation”. Также в 2010 официально начинает работать студия звукозаписи Arsafes Records, занимающаяся по сей день сведением коллективов любых музыкальных жанров со всего мира.

### 2011—2018: дальнейшая работа
В 2011м году, после практически полной смены состава, выходит второй альбом Kartikeya “Mahayuga”, благодаря которому группа появилась в поле зрения интернациональной метал-сцены и закрепила за собой культовый статус одного из столпов мирового oriental metal. Также в 2011м выходят четвёртый альбом группы Невидь «Агарта» и альбом фолк-метал группы Изморозь «Отморозь», в которой Роман временно принял официальное участие. В 2012м совместно с бывшей вокалисткой сербской группы Destiny Potato Александрой Радосавлевич Роман создаёт pop metal проект Above the Earth, с которым в том же году выпускают одноимённый EP, получивший огромный успех в мировых progressive metal и djent комьюнити. В 2013 Роман вместе со студией переезжает в Белград, Сербию, где работает над материалом для будущего альбома Above the Earth и дистанционно создаёт вместе с Деметром Грейлом (Grailight, Skylord, ex- Arcane Grail) оригинальный lubok-core коллектив Zmey Gorynich. Вернувшись в Москву, в 2014м году Роман выпускает дебютный альбом своего сольного проекта Arsafes “Ratocracy”. Альбом был очень тепло принят фанатами и критиками, после чего Романа даже стали называть русским Devin’ом Townsend’ом за его любовь к продакшну в стиле “wall of sound” и яростную и необычную, но при этом атмосферную и мелодичную музыку. В том же 2014м году Роман становится официальным гитаристом industrial metal группы Witchcraft и alternative rock коллектива Никиты Преснякова Multiverse. С последним начинает активно выступать на различных крупных фестивалях страны и появляться во многих телевизионных эфирах. В 2015 выходят сразу 2 альбома - второй альбом Arsafes “Revolt” и полноформатник русско-сербского проекта Above the Earth “Every Moment”.
В 2016 проект Zmey Gorynich выпускает дебютный EP “Malafya”.
В 2017м на французском лейбле Apathia выходит долгожданный третий альбом Kartikeya “Samudra”. Также Роман под творческим псевдонимом Roman Ra выпускает r’n’b EP “Я буду там”. И в том же 2017м году Роман покидает состав группы Witchcraft и закрывает проект Above the Earth, чтобы больше сконцентрироваться на основных проектах и на работе в студии Arsafes Records.
В 2018 выходит EP проекта Arsafes “The Silk Road Experience”, сильно отличающийся от остального сольного творчества Романа и уходящий в более размеренный и задумчивый oriental progressive metal. В 2018м выходит и первый альбом группы Никиты Преснякова Multiverse под названием “Beyond”, но Роман покидает состав из-за творческих разногласий. Также в 2018м выходит дебютный альбом фолк-корщиков Zmey Gorynich “Mother Russia”, после выхода которого Роман также покидает состав группы, но остаётся ее саунд-продюсером и аранжировщиком.

### 2019—настоящее время
К 2019м году Роман Арсафес играет в группах Kartikeya, Arsafes и в новом сольном symphonic black metal проекте Hellrune, с которым выпускает в сентябре 19-го дебютный EP “Seventh Within”. А в самом конце 2019го Роман Арсафес становится саунд-продюсером и гитаристом Даны Соколовой, артиста лейбла Black Star Inc.
За время своей музыкальной карьеры Роман Арсафес успел поработать с такими артистами и группами, как Владимир Пресняков, Loboda, Нюша, Кристина Орбакайте, White Empress, Amiensus, Аркона, Karl Sanders, Keith Merrow, David Maxim Micic, Jakub Zytecki и многими другими.

## Инструменты и оборудование
Используется в настоящее время
- Электрогитары Inspector Guitars (модели Strateg и Shturm)
- Электрогитары Ibanez (модели RG)
- Процессоры эффектов Boss (модель Gt-1000)
- Звукосниматели Fokin Pickups (модели Berserk, Volcano и др.)
- Гитарные усилители AZG Custom (модель Clockwork)
- Гитарные эффекты Digitech (модель Drop)
- Медиаторы Jim Dunlop (модели Tortex III .60 и .73)
- Струны Elixir (модели Nanoweb 9-46 и 12-68)

Использовалось ранее
- Электрогитары Legator (модель Ninja R-300 Pro)
- Электрогитары Lepsky (модель Dominator 8 Custom AR)
- Электрогитары Gibson (модели Explorer и SG)
- Звукосниматели Bare Knuckle Pickups (модель Painkiller)
- Процессоры эффектов Fractal Audio (модели Axe-Fx III, Ax8 и Axe-Fx Ultra)
- Процессоры эффектов Kemper Amps (модель Kemper Profiling Head)

## Личная Жизнь
Увлекается историей, дизайном, восточными культурами и кулинарией, с рождения является вегетарианцем. Ведёт блог и Youtube-канал, на котором выкладывает свои новые релизы, кавер-версии и различные обзоры музыкального оборудования.

## Дискография

### Студийные альбомы
Kartikeya
| Название          | Лейбл                 | Дата выхода |
| Samudra           | Apathia Records       | 2017        |
| Mahayuga          | Grailight Productions | 2011        |
| The Battle Begins | Musica Production     | 2007        |

Крамола
| Название      | Лейбл         | Дата выхода |
| Кровь Свободы | Irond Records | 2008        |

Невидь
| Название                | Лейбл            | Дата выхода |
| Агарта                  | Irond Records    | 2011        |
| Янтарное Сердце Арктиды | Metalism Records | 2009        |
| Ярга                    | Irond Records    | 2007        |
| Зов Новой Гипербореи    | Irond Records    | 2005        |

Изморозь
| Название | Лейбл                 | Дата выхода |
| Отморозь | Grailight Productions | 2011        |

Witchcraft
| Название | Лейбл            | Дата выхода |
| 7        | Metalism Records | 2013        |

Arsafes
| Название  | Лейбл             | Дата выхода |
| Revolt    | The Arsafes Union | 2015        |
| Ratocracy | The Arsafes Union | 2014        |

Above The Earth
| Название     | Лейбл             | Дата выхода |
| Every Moment | The Arsafes Union | 2015        |

Zmey Gorynich
| Название      | Лейбл                | Дата выхода |
| Mother Russia | SoundAge Productions | 2018        |

Multiverse
| Название | Лейбл | Дата выхода |
| Beyond   | -     | 2018        |

### Синглы и EP
Kartikeya
| Название   | Лейбл                 | Дата выхода |
| Durga Puja | Grailight Productions | 2011        |
| Oasis      | -                     | 2005        |

Arsafes
| Название                       | Лейбл             | Дата выхода |
| Red City                       | The Arsafes Union | 2019        |
| The Silk Road Experience pt. 1 | The Arsafes Union | 2018        |
| A New Way Of Creation          | -                 | 2010        |

Above The Earth
| Название        | Лейбл             | Дата выхода |
| Set The Fire    | The Arsafes Union | 2015        |
| Promises        | The Arsafes Union | 2014        |
| Paradise        | The Arsafes Union | 2013        |
| Above The Earth | The Arsafes Union | 2012        |

Chatalhuyuk
| Название                | Лейбл | Дата выхода |
| Blackheaded Came        | -     | 2019        |
| Pterors Stole Our Krohi | -     | 2015        |
| Big Wood Spirit         | -     | 2014        |

Zmey Gorynich
| Название | Лейбл                | Дата выхода |
| Malafya  | SoundAge Productions | 2016        |

Roman Ra
| Название   | Лейбл                | Дата выхода |
| Я Буду Там | П.К. Матвея Аничкина | 2017        |

Hellrune
| Название       | Лейбл             | Дата выхода |
| Seventh Within | The Arsafes Union | 2019        |

Дана Соколова
| Название  | Лейбл           | Дата выхода |
| Я Остаюсь | Black Star Inc. | 2019        |

## Видеоклипы
| Проект     | Название          | Дата выхода |
| Multiverse | Statues           | 2019        |
| Multiverse | The Story         | 2017        |
| Conflict   | Mechanism Of Life | 2016        |
| Multiverse | One Shot          | 2015        |
| Witchcraft | Silent Hill       | 2015        |
| Kartikeya  | Tunnels Of Naraka | 2013        |

### Сайты
- Официальный сайт Архивная копия от 14 мая 2021 на Wayback Machine
- Личная страница в соцсети VK
- Англоязычный YouTube канал
- Русскоязычный Youtube канал
- Личная страница в соцсети Instagram

### Пресса
- Статья на Fashion Concert
- Страница на Metal-archives.com
- Рецензии на портале No Clean Singing
- Статья на Moshville.co.uk
- Рецензия на VS Webzine
- Рецензия на Thrashocore
- Отчет о концерте на Musecube
- Статья в Hello Magazine